# Powiat de Tuchola
Pour les articles homonymes, voir Tuchola (homonymie).
Le powiat de Tuchola (en polonais : powiat tucholski) est un powiat appartenant à la Voïvodie de Couïavie-Poméranie dans le centre-nord de la Pologne.

## Division administrative
Le powiat comprend 6 communes :

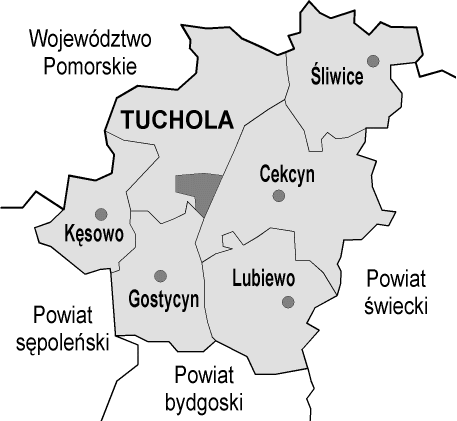

- 1 commune urbaine-rurale : Tuchola ;
- 5 communes rurales : Cekcyn, Gostycyn, Kęsowo, Lubiewo et Śliwice.